# Muscularis mucosae
La lamina muscularis mucosae (ou musculaire muqueuse) est une fine couche (lamina) de muscle du tractus gastro-intestinal située à l'extérieur de la lamina propria et la séparant de la sous-muqueuse. 
Elle est présente de manière continue de l'œsophage au rectum supérieur (la nomenclature exacte des couches musculaires du rectum faisant encore l'objet de débats). Une couche musculaire discontinue ressemblant à une muscle muqueux est présente dans les voies urinaires, du pelvis rénal à la vessie ; comme elle est discontinue, elle ne doit pas être considérée comme une vraie musculeuse. 
Dans le tractus gastro-intestinal, le terme muqueuse ou membrane muqueuse se réfère à la combinaison d'un épithélium, de la lamina propria et, le cas échéant, de la muscularis mucosae. L'étymologie suggère cela, puisque les noms latins se traduisent par « la couche spéciale de la muqueuse » (lamina propria mucosae) et « la couche musculaire de la muqueuse » (lamina muscularis mucosae)[réf. souhaitée]. 
La muscularis mucosae est composée de plusieurs fines couches de fibres musculaires lisses orientées de différentes manières, qui maintiennent la surface muqueuse et les glandes sous-jacentes dans un état de mouvements légers mais constants facilitant l'expulsion du contenu des cryptes glandulaires et améliorant le contact entre l'épithélium et le contenu de la lumière du tube digestif. 

## Galerie

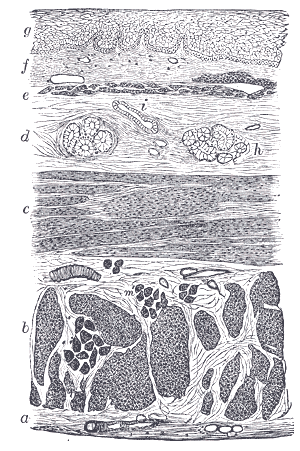
Section de l'œsophage humain. Modérément grossi.
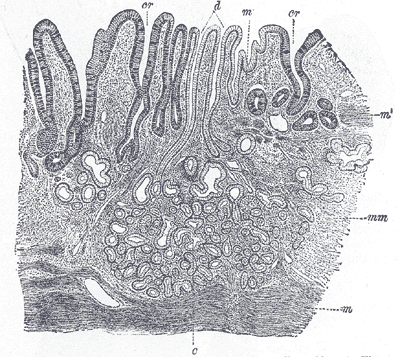
Section de la membrane muqueuse de l'estomac humain, près de l'orifice cardiaque.
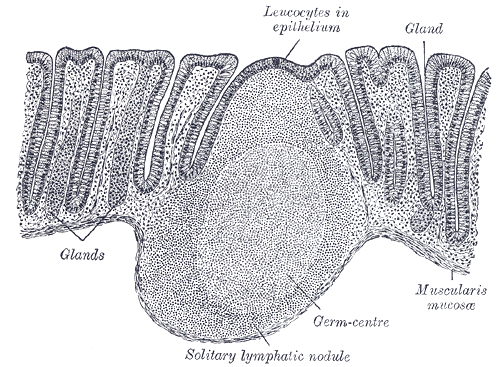
Section de la muqueuse digestive au niveau du rectum humain. X 60.
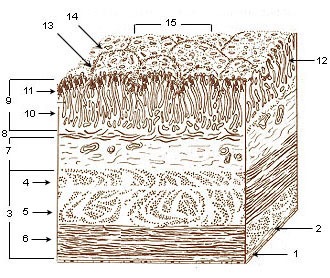
Couches de la paroi de l'estomac
Structure générale de la paroi intestinale montrant la musculeuse.